# Swalmener Mühle
Die Swalmener Mühle (niederländisch Molen op de Swalm) war eine Wassermühle im Roermonder Stadtteil Swalmen, mit zeitweise zwei unterschlächtigen Wasserrädern.

## Geografie
Die Swalmener Mühle hat ihren Standort am Unterlauf der Schwalm, in der Molenstraat im Ortsteil Swalmen in der Stadt Roermond in der niederländischen Provinz Limburg. Oberhalb liegt die Dilborner Mühle, unterhalb liegt die Schwalmmündung. Der Wasserspiegel der Schwalm liegt bei 24 m über NN.
Die Swalmener Mühle ist die letzte Mühle an der Schwalm vor der Schwalmmündung.

## Geschichte
Die heutige Swalmener Mühle wurde 1789 im „Ankerjaartal“ an der Molenstraat gebaut und ist der Nachfolgebau einer seit dem 17. Jahrhundert an gleicher Stelle abgerissenen Kornmahlmühle. Die neue Mühle war mit zwei Wasserrädern ausgestattet, die jeweils eine Getreidemühle und eine Ölmühle zur Verarbeitung von Rapsöl antrieben. Die noch erhaltene Mühle war früher Eigentum der „gräflichen Familie Wolff Metternich“.
Die Mühle konnte nur bis 1945 arbeiten, da die Wasserräder durch Granaten zerstört wurden. Der letzte „Molenbaas“ (Mühlenmeister) war Lei Vallen. 1953 wurde das Gebäude zu Wohnzwecken umgebaut.

## Galerie

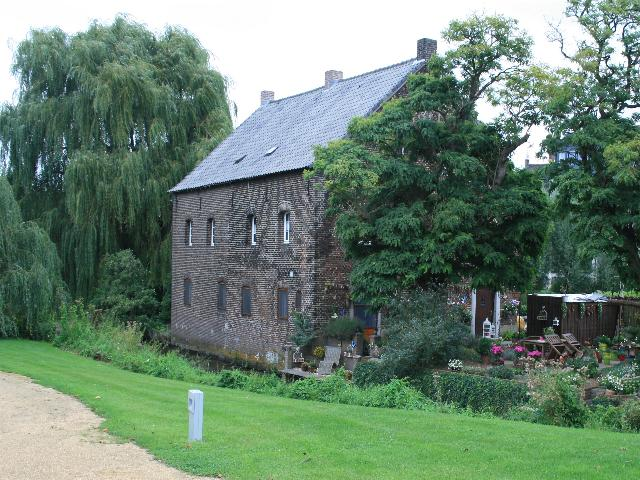
Die Swalmener Mühle von der Wasserseite
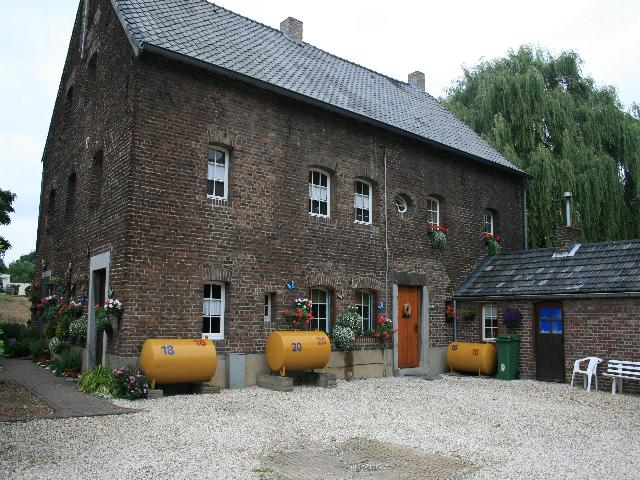
Hof- und Rückseite der Swalmener Mühle
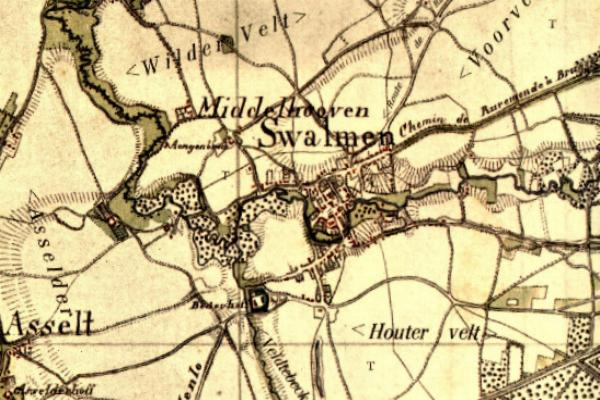
Der Lauf der Schwalm durch Swalmen (Tranchot 1806)
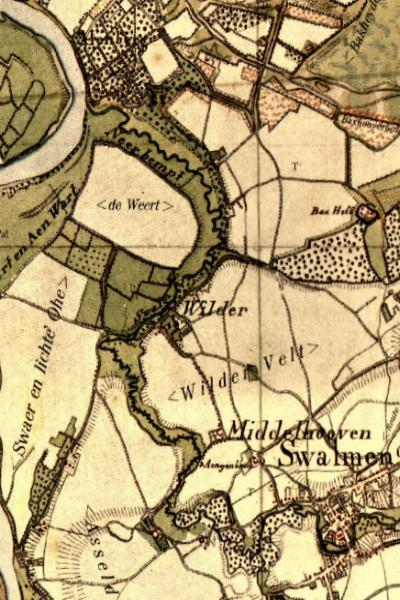
Die Schwalm bis zur Mündung (Tranchot 1806)